# William Libbey
William A. „Bill” Libbey III (ur. 27 marca 1855 w Jersey City, zm. 6 września 1927 w Princeton) – amerykański strzelec, wspinacz i naukowiec, wicemistrz olimpijski i profesor geografii fizycznej na Uniwersytecie Princeton.

## Życiorys

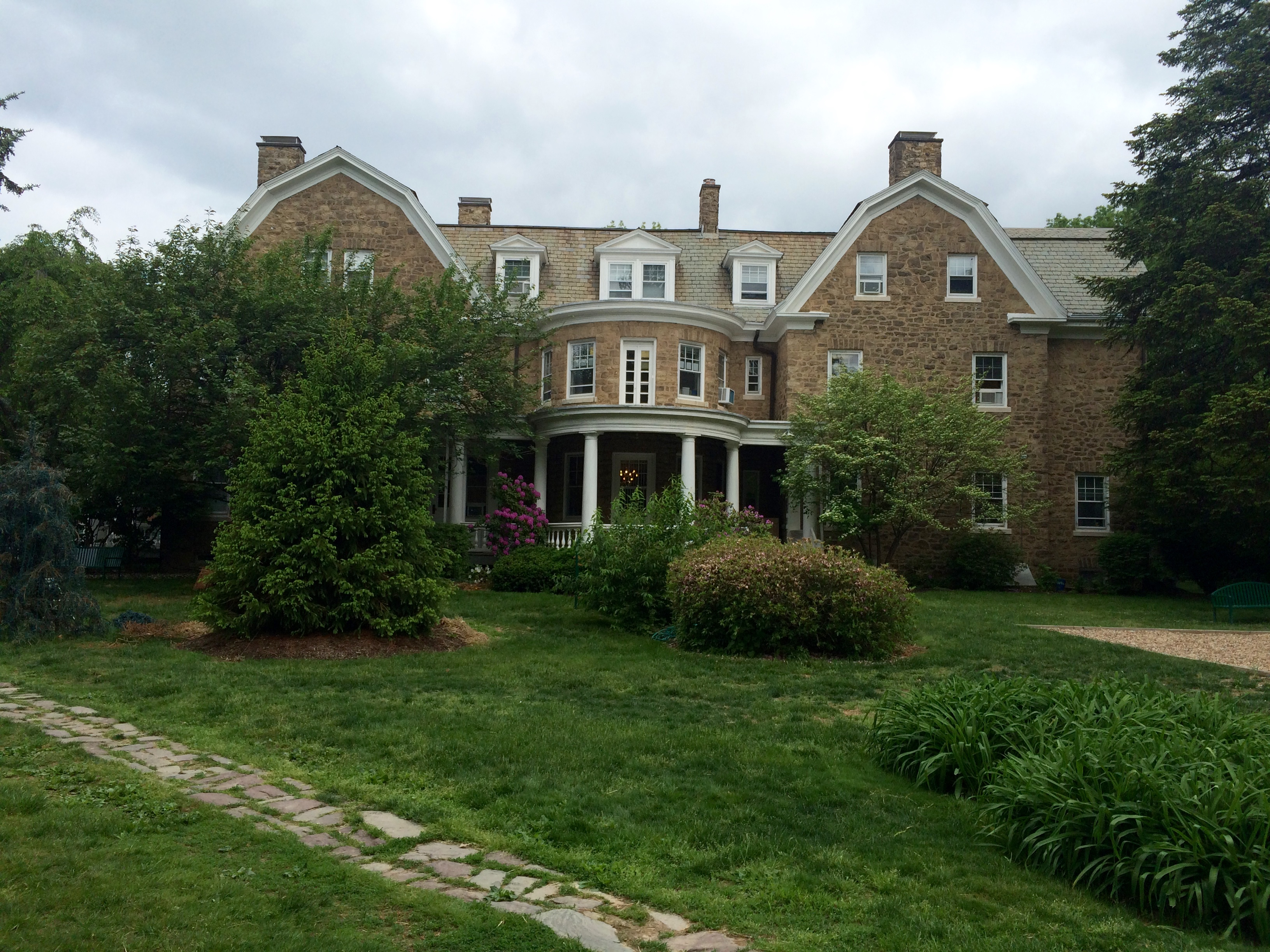
Dom Williama Libeya w Princeton, obecnie siedziba Lewis School of Princeton

Urodził się w Jersey City jako syn bogatego kupca Williama Libbeya seniora i Elizabeth Marsh (Libbey). Jako student Uniwersytetu w Princeton przyczynił się do przyjęcia pomarańczowego i czarnego jako barw uczelnianych. Podczas pierwszego roku studiów nosił krawat w tychże kolorach (były to barwy przypisywane Wilhelmowi III Orańskiemu, imieniem którego nazwano m.in. Nassau Street i Nassau Hall w Princeton), co było pokłosiem zakładu z jego kolegą z uczelni Jacobusem Melanchthonem. W następnym roku (1874) zaaranżował produkcję 1000 jardów pomarańczowej i czarnej wstążki, którą sprzedawał w hotelu Grand Union w Saratoga Springs, przy okazji rozgrywania regat międzyuczelnianych. Po zwycięstwie studentów z Princeton, Libbey sprzedał wszystkie wstążki, a kolory pomarańczowy i czarny zaczęły odtąd być powszechnie używane jako barwy uczelniane (oficjalnie przyjęto je w 1896 roku).
W 1877 roku ukończył studia, zaś w lipcu tego samego roku wyruszył na ekspedycję naukową w zachodnią część kraju, podczas której dokonał pierwszego udokumentowanego wejścia na Mount Princeton. W czasie tej wyprawy wszedł łącznie na 40 różnych szczytów (m.in. na Grays Peak i Mount Lincoln). Po tym wyczynie podjął studia w Berlinie i Paryżu, po czym powrócił na swoją macierzystą uczelnię, na której w 1879 roku uzyskał doktorat z geologii. Był uczestnikiem wielu innych wypraw i ekspedycji, np. w 1888 roku na Alaskę, co upamiętniono w nazwie jednego z lodowców u podnóża Góry Świętego Eliasza, który został nazwany na jego cześć (Libbey Deep). Nazwa lodowca była także nadana jako hołd za wkład Libbeya w opisanie Golfsztromu. Odwiedził także m.in. Rosję, Hawaje, Grenlandię i Liban. W 1902 roku przejechał prawie 1000 km konno przez Palestynę, eksplorując dolinę Jordanu i Petrę. Uczestniczył ponadto w dwóch ekspedycjach Roberta Peary’ego. Pełnił wysokie funkcje w lokalnych instytucjach finansowych (m.in. w Princeton Savings Bank i First National Bank). W 1910 roku był kandydatem w wyborach do Kongresu USA.
Libbey wystąpił na Letnich Igrzyskach Olimpijskich 1912 w jednej konkurencji. Został wicemistrzem olimpijskim w drużynowym strzelaniu w rundzie pojedynczej do sylwetki jelenia (skład ekipy: William Leushner, William Libbey, William McDonnell, Walter Winans), uzyskując trzeci wynik wśród amerykańskich strzelców. Jest jednym z najstarszych amerykańskich medalistów olimpijskich – w czasie olimpijskiego startu miał ukończone 57 lat.
Był podpułkownikiem w New Jersey National Guard. W 1912 roku służył amerykańskim strzelcom jako adiutant, zaś na igrzyskach w Antwerpii (1920) jako oficer łącznikowy. Był też wtedy przewodniczącym National Rifle Association of America.
Zmarł w 1927 roku w Princeton. W 1880 poślubił Mary E. Green, z którą miał dwie córki: Elizabeth Marsh i Amy Morse.

## Wyniki

### Igrzyska olimpijskie
| Igrzyska | Konkurencja                                     | Wynik                           | Miejsce | Źródło |
| -------- | ----------------------------------------------- | ------------------------------- | ------- | ------ |
| IO 1912  | Runda pojedyncza do sylwetki jelenia, drużynowo | 132 pkt. (druż.) 37 pkt. (ind.) |         | [ 5 ]  |